# Colours International
株式会社Colours International（カラーズ・インターナショナル）は、ビジネスホテルチェーン、イーホテルの運営を行っていた、株式会社グローカル・ホテルグループ（後に株式会社EHOTELグループ）の持株会社である。2022年8月、代表取締役であった松本義弘（2022年9月現在、株式会社One More Japan代表取締役）がイーホテルの全店舗を手放していたことを明らかにしたことから、会社は存続していないものとみられる。2022年9月現在、EHOTELグループの公式予約サイト、Colours Internationalの公式サイトは共に閉鎖されている。

## 歴史

### 創業～グローカル・ホテルグループ時代（1996年～2012年）
1996年に創業した有限会社グローカル都市研究所は、総合ホスピタリティ会社としてスタートした。社名に使われた「グローカル（Glocul）」という単語は、「グローバル（Global）」、「ローカル（Local）」、「カルチャー（Culture）」を組み合わせた造語で、「地球に優しく、地域に根差した、やわらかな文化を創り出す」という意味が込められている。1999年9月、埼玉県蕨市に初のホテル、イーホテルワラビを開業後、2006年12月に社名を株式会社グローカル・ホテルグループに変更し、2012年にはイーホテルチェーン加盟のホテルを7店舗（札幌、秋田、栃木県小山、埼玉県蕨、横浜に各1店舗、埼玉県熊谷に2店舗）構えるまで事業を拡大した。

### Colours International設立から事業拡大へ（2013年～2019年）
2013年6月、さらなる事業拡大と海外事業展開のためにグループを再編し、持株会社として株式会社Colours International（カラーズ・インターナショナル）を設立した 。2017年3月にタイを代表する高級ホテルグループ、デュシット・インターナショナルと合弁会社Dusit Colours（デュシットカラーズ）株式会社の設立に合意し、京都を手始めに、日本国内の主要都市にデュシットブランドのホテルを展開する計画を公表した 。2018年にはイーホテル銀座を、東京オリンピック開催予定前年の2019年にはイーホテル越谷、橋本、熊谷アネックス、大阪梅田店を開業した（このうちイーホテル橋本は開業１ヵ月でA.I株式会社に譲渡される ）。

### コロナ禍から活動停止へ（2020年～2021年）
急速に事業を拡大させることができた背景には、2023年7月に出資法違反の容疑で起訴されることになるリベレステ株式会社からの多額の融資があった （「#リベレステとの関係」を参照）。2019年に資金調達難からデュシタニ宇都宮の開発に行き詰まっていたことが2020年6月に明らかになり、コロナウィルスの感染が拡大する中、2020年9月から2021年4月の期間に、イーホテル銀座と大阪梅田店を休館し 、イーホテル越谷 、熊谷アネックス 、ワラビ店を他社に譲渡した（「イーホテルグループ#店舗」を参照）。デュシタニ京都は2023年9月の開業に向けて建設が進められるが、Colours Internationalは既にコロナ禍以前の 2019年にデュシタニホテルの事業から撤退していた。
デュシタニホテル以外の事業計画は、東武伊勢崎線川俣駅西口に宿泊施設を開業する計画は未着工のまま撤退となり 、北海道天人峡温泉のホテル「天人閣」の改修計画   、イーホテル浅草セレクト開業計画 、秋田に医療モールを開業する計画 は全て未着工のまま立ち消えとなった。
2021年5月以降はColours Internationalに関する報道は聞かれなくなった。
2023年7月現在、イーホテルの名を冠するホテルは4店舗あるが、いずれもColours InternationalおよびEHOTELグループの手を放れているとおもわれる。（「イーホテルグループ#店舗」を参照）

## 活動停止に至る経緯

### 代表取締役の説明
Colours Internationalの活動停止後、2022年8月に代表取締役であった松本は株式会社One More Japanの代表取締役として千栄住宅株式会社の温泉事業を譲り受けた際、インタビューで数ヶ所の日帰り温泉施設を所有し運営していることを明らかにした。加えて、ホテル業からM&A事業に転身した経緯を、東京オリンピック開催決定をきっかけにホテル業界の競争が激しくなり、世界的なコロナウィルス感染拡大が追い打ちをかけたため、所有していたホテル全店舗を一気に手放す決断をし、さまざまな事業の方向性を探った結果、M&Aの事業を行っていくことを決めたためと述べている。
実際には、イーホテルの店舗の休館・売却が始まる  2020年9月の前月である2020年8月にOne More Japanは設立され、イーホテルの店舗の休館・売却が既に始まっていた2020年11月と12月にイーホテルの新たな事業計画である大塚家具との業務提携 と秋田メディカル複合施設プロジェクト が公表された。

### リベレステとの関係
2023年6月、アクセスジャーナルはイーホテルが、「抱き合わせ融資」を行い、実質法定上限を上回る利息を取っていた出資法違反の容疑で5月に逮捕されたリベレステ株式会社の社長（当時）、河合純二の餌食になっていたと報じた　（記事ではイーホテル東新宿に関する記述があるが、同店舗は既に2010年に他社に運営が譲渡されており、本件とは関係がない）。
また、週刊新潮の2023年5月25日号でホテルチェーン元代表がリベレステの抱き合わせ融資の実態を明かした記事が掲載されているが、この記事に記載されている店舗の売却時期がイーホテルの店舗の売却時期と一致している（「#年表」を参照）ことから、このホテルチェーンはイーホテルであると思われる。この記事によると、株式会社ワールドブライダル買収 のためにノンバンクから受けた借入金を、2015年9月に抱き合わせ融資を条件にリベレステに借り換えたことが問題の発端であったとされている。同年12月には、以降もColours Internationalが運営を続ける契約でリベレステにイーホテル小山を売却したが、2018年3月、同店舗を一方的に他社に売却されたことに加え、その直前に太田ナウリゾートホテルの買収資金としてリベレステから6億5000万円の融資を受けていたことから資金繰りが悪化したという。（6億5000万円の融資は全額返済できず、最終的に太田ナウリゾートホテルは競売にかけられた）
リベレステと同社の事業物件の賃貸借契約を結び2019年1月から2月にイーホテル越谷、熊谷アネックス、橋本の３店舗をオープンさせたが、開業してわずか１か月でイーホテル橋本の営業権を一方的に他社に売却され 、同年秋にデュシタニ宇都宮出店計画は頓挫しデュシタニホテルの事業から撤退することになった。コロナ禍の2020年9月にはイーホテル越谷、熊谷アネックスの運営権を一方的に取り上げられ   、2021年にColours Internationalは企業活動を停止した。

## 年表
- 1996年　10月 - 有限会社グローカル都市研究所設立[3]
- 1999年　9月 - イーホテルワラビオープン[3]
- 2000年 - イーホテル熊谷オープン[3]
- 2002年 - キャビン熊谷オープン[5]
- 2005年　12月 - ホテルマロンリゾート横浜鶴見オープン[3]
- 2006年　12月 - 株式会社グローカル・ホテルグループに社名変更[3]
- 2007年　9月 - イーホテル秋田オープン[3]
- 2008年
  - 7月 - イーホテル小山オープン[3]
  - 8月 - イーホテル東新宿オープン[3]
- 2009年　12月 - ホテルマロンリゾート横浜鶴見がイーホテル横浜鶴見に名称変更
- 2010年　10～12月頃 - イーホテル東新宿の運営を他社に譲渡 [32]
- 2012年
  - 7月 - イーホテル札幌オープン[40]
  - 12月 - イーホテル横浜鶴見運営終了 (アパグループがアパホテル横浜鶴見にリブランド) [41]
- 2013年　6月 - 事業拡大・海外事業展開のためにグループを再編、ホールディングカンパニーとして株式会社Colours International （カラーズ・インターナショナル）設立[3] [5]
- 2015年
  - 5月 - 太田ナウリゾートホテル運営受託開始[3]
  - 9月 - 株式会社ワールドブライダル買収[34]
  - 9月 - イーホテル札幌の運営会社が株式会社雄飛に変更（ホテルブーゲンビリア札幌にリブランド）[42] [43]
- 2017年　3月 - Colours Internationalとタイの大手ホテルグループ、デュシット・インターナショナルが合弁会社「Dusit Colours（デュシットカラーズ）株式会社」の設立に合意。京都での「デュシタニ」のホテル開業計画を公表する。[6] [7]
- 2018年
  - 1月 - イーホテル銀座オープン[8]
  - 1～3月頃 - 太田ナウリゾートホテル買収のためリベレステから6億5000万円の融資を受ける[33] [14]
  - 3月 - イーホテル小山をA.I株式会社に譲渡（アイホテル小山にリブランド）[44] [11]
  - 4月 - 株式会社松山温泉から北海道上川郡東川町天人峡温泉のホテル「天人閣」の事業を譲り受け、施設の改修計画を公表（未着工のまま立ち消えになる）[25]
- 2019年
  - 1月 – JR宇都宮駅東口地区整備事業の一環として、デュシタニホテル出店計画を公表（後に撤退）[45]
  - 1月 - イーホテル越谷オープン[9]
  - 2月 - イーホテル橋本オープン[9]
  - 2月 - イーホテル熊谷アネックスオープン[9]
  - 3月 - イーホテル橋本の運営会社がA.I株式会社に変更（アイホテル橋本にリブランド）[12] [11]
  - 10月 - イーホテル大阪梅田オープン[10]
  - 11月 -  株式会社EHOTELグループ設立 [46]
  - 12月 - Dusit Colours株式会社がD & J 株式会社に名称変更[47] （出資比率はデュシット・インターナショナルの100％に変更され[48]、同社の完全子会社となり、事実上、Colours Internationalはデュシタニホテルの事業から撤退）
- 2020年
  - 2～6月頃 - 太田ナウリゾートホテルの名がイーホテルの公式サイトから消える[49]。
  - 4月 - EHOTELグループが東武伊勢崎線川俣駅周辺整備事業パートナーシップ協定に調印し、東武伊勢崎線川俣駅西口での宿泊施設整備計画を公表（後に撤退）[50] [23]
  - 6月 - 宇都宮でのデュシタニホテルの開業が見通せなくなったことが明らかになる[15] （「デュシタニ宇都宮出店計画#計画の見直し」）を参照
  - 6月 - 2021年にイーホテル浅草セレクト開業計画を公表（未着工のまま立ち消えになる）[27]
  - 8月 - 株式会社 One More Japan（ワンモアジャパン）設立[29]
  - 9月 - イーホテル銀座休館[16]
  - 9月 - イーホテル越谷休館[17] [18]
  - （月日不明）- イーホテル熊谷アネックス休館[19]

（2021年1月にイーホテル越谷、熊谷アネックスは運営会社が合同会社ワイワイホテルオペレーションズに変更になり、ホテルグランワイズ越谷、熊谷駅前にリブランドされオープン）
- 11月 - 大塚家具と業務提携
- 12月 - 秋田市に地域を代表する大規模な医療モールをオープンする計画を発表（未着工のまま立ち消えになる）

- 2021年　　　
  - 2月 - イーホテル大阪梅田休館[10]
  - 4月 - イーホテルワラビの運営会社が株式会社ホテル東京に変更（ホテル名は変更なし）[21]
- 2022年　8月 - 代表取締役であった松本がイーホテルの全店舗を手放しホテル業から手を引いたことを明らかにする[1]
- 2023年 5月 -  Colours Internationalへ融資を行っていたリベレステ株式会社の社長・河合純二が出資法違反の容疑で逮捕される [51]
  - 7月 - 旭川地裁は天人閣の所有者であるColours Internationalに対し、建物の撤去と土地の明け渡しを命じた[52]。

## イーホテルグループの店舗
（2022年9月現在）
（「イーホテルグループ#店舗」を参照）

## 事業計画
（EHOTELグループ名義の事業計画を含む）

### デュシタニホテル開業計画

#### 京都、宇都宮での開業計画
- Dusit Colours（デュシットカラーズ）株式会社（後にD & J 株式会社）設立

2017年3月28日、Colours Internationalは、タイを代表する高級ホテルグループ、デュシット・インターナショナルと日本に合弁会社Dusit Colours株式会社（後にD & J 株式会社）を設立することに合意（Dusit Coloursへの出資比率はデュシット・インターナショナルが49％であったのに対しColours Internationalは51％であり 、この時点では事業の主導権はColours Internationalが握っていたと思われる）、2020年までに京都でデュシタニブランドのホテル1号店を開業し、その後デュシットの各ブランドのホテルを国内主要都市に展開していく計画を公表した。
- JR宇都宮駅東口地区整備事業におけるデュシタニホテル開業計画の公表

2019年1月21日、JR宇都宮駅東口地区整備事業の一環として、Dusit Colours（D & J ）がデュシタニホテルを出店させる計画であることが公表される。
- 安田不動産が京都市の小学校跡地活用事業の契約候補事業者に選定される

2019年2 月19 日、京都市は元植柳小学校跡地活用事業に関し、タイの高級ホテルの誘致案を示した安田不動産を契約候補事業者に選定した。（選定結果及び講評の文書中の「2　講評　（2）評価項目ごとの評価　ア 事業者の事務執行体制・業務実績」にあるタイの事業者とはデュシット・インターナショナルを、日本の事業者とはColours Internationalを、合弁会社とはDusit Coloursをそれぞれ指すものと思われる。）
契約候補事業者選定委員会で安田不動産が提出した提案書には、構成員としてDusit Colours（D & J）とColours Internationalが記載されており、2社はホテルオペレーターに位置づけられている  。
- Dusit Coloursが安田不動産とデュシタニホテル運営に関する基本協定を締結

2019年7月24日、安田不動産は運営パートナーとしてDusit Colours（D & J）と基本協定を締結したことを発表した。

#### 資金調達難によるつまずきから撤退へ
- Dusit Coloursがデュシット・インターナショナルの完全子会社となり、D & J 株式会社に名称を変更

Dusit ColoursがD & J 株式会社に名称を変更した2019年、D & Jへのデュシット・インターナショナルの出資比率は49% から100％に変更され、同社の完全子会社となる。後述するように、Colours Internationalは2019年の段階で資金調達難からデュシタニ宇都宮の開発に行き詰っていた ことを併せて考えると、同社はコロナ禍以前にデュシタニホテルの事業から撤退していたとみられる。
- 宇都宮での開業計画の見直し

2020年6月、整備事業組成者であるColours Internationalの2019年の段階での資金難により、宇都宮にデュシタニホテルを出店する計画が見直しとなったことが明らかになる 。
- 京都市の市民団体が京都市会事務局へ陳情書を提出

2020年6月12日、宇都宮でのデュシタニホテル開業計画の見直しに関する報道を受け、京都市の「植柳校跡地問題を考える会」は、Colours InternationalとD&Jの元京都市立植柳小学校跡地活用事業における業務遂行能力に疑念を抱き、京都市会事務局へ陳情書を提出した。陳情書では、Colours InternationalとD&Jの2社が、事業遂行に必要な資金を調達可能になった根拠の開示を要求していた。

#### Colours Internationalの撤退以降
- 2020年以降

2020年以降、デュシタニホテルの事業はデュシット・インターナショナルが中心となり進めていたと思われ、デュシタニ京都は2023年9月の開業に向けて建設が進められている。
- デュシット・インターナショナルが安田不動産と契約を締結

2020年11月2日、デュシット・インターナショナルが安田不動産とデュシタニ京都のマネジメント契約を締結したことを発表した。プレスリリースでは、D&Jはデュシット・インターナショナルョナルの子会社に位置づけられていた。
- デュシット・インターナショナル単独での会見

2023年2月、デュシット・インターナショナルは9月に開業するデュシタニ京都に関する会見を行ったが 、Colours Internationalとデュシタニ宇都宮については言及されておらず、同社との関係は既に切れたものと思われる。（「デュシット・インターナショナル#デュシタニ京都とASAI 京都四条の開業」を参照）

### 未着工のまま立ち消えになった事業
- 天人閣（北海道上川郡東川町）改修計画

2018年4月、Colours Internationalは株式会社松山温泉から北海道上川郡東川町天人峡温泉のホテル「天人閣」の事業を譲り受け、10億円を投じ施設の改修を行うことを発表する。2020年2月、計画の遅れについてColours Internationalの代表取締役の松本は、松山温泉で発生した横領問題に端を発したトラブルの処理に手間取ったことと、Colours Internationalが手掛ける（EHOTELグループの）3つの新店舗の開業準備で忙しかったことを理由に挙げている。続けて、第一段階として1億円程度をかけ日帰り温泉などをリニューアルする計画を公表した。しかし、その後改修工事は行われず、天人閣は廃墟同然になったという報道が2022年8月になされた。
また、2019年10月以降、天人閣側からは国有林と温泉の利用料が支払われておらず不法占拠の状態となっていたが、2022年6月時点においても天人閣の所有権はColours Internationalにあることが確認されている。そして地元自治体をはじめとした検討機関は、代表者と連絡が取れないと述べている。
2023年1月、東川町と美瑛町、北海道などでつくる協議会は天人峡温泉グランドホテルと共に天人閣の解体・撤去を決定した 。13億円の解体・撤去費用は、国の補助金やふるさと納税などで賄われるという。撤去には2年かかり、跡地には公園や足湯の施設を整備する予定である。
2023年7月19日、旭川地裁は天人閣の所有者であるColours Internationalに対し、「出廷せず、書面も出さなかったため、請求事実を認めたものとみなす」とし、建物の撤去と土地の明け渡しを命じた。
（「天人閣#解体決定までの経緯」を参照）
- イーホテル浅草セレクト開業計画

2020年6月30日、浅草駅約徒歩3分の場所に「イーホテル浅草セレクト」を2021年にオープンする計画を公表する。EHOTELグループが大塚家具と業務提携し提案した、新たなビジネスモデル「プライベート・マイ・オフィス」をイーホテル浅草セレクトから始める予定である。その後2022年9月現在に至るまで、工事の進捗状況、開業時期、ホテルの具体的な住所に関する情報は一切明らかにされていない。（代表取締役であった松本がホテル業から手を引いたことを明らかにしたことから、この事業計画は立ち消えになったとみられる。）
（「大塚家具#イーホテルとの業務提携」も参照）
- 秋田メディカル複合施設プロジェクト

2020年12月、50億円規模の投資でイーホテル秋田の全面的なリノベーションを行い、地域を代表する大規模な医療モールをオープンする計画を発表する。（報道では、イーホテルショッピングモールがあった地下1階から地上3階のスペースもリノベーションの対象となっている）その後2021年4月、1年半後にオープンする予定であると報道されたが、2022年9月現在に至るまで、工事の進捗状況に関する情報は一切明らかにされていない。（代表取締役であった松本がイーホテルの全店舗を手放していたことを明らかにしたことから、この事業計画は立ち消えになったとみられる。）

### 撤退した事業
- 東武伊勢崎線川俣駅周辺整備事業（群馬県邑楽郡明和町）

2020年4月24日、EHOTELグループは東武伊勢崎線川俣駅周辺整備事業パートナーシップ協定に調印し、東武伊勢崎線川俣駅西口に宿泊施設（ホテル・温浴施設複合商業施設）の整備を計画していることが公表される。収支シミュレーションでは、温泉売買や駐車場の賃貸借、ビル清掃管理受託等の費用として年間1億6300万円をEHOTELグループが株式会社邑楽館林まちづくりに支払うとされていた。しかし、事業は着工に至らず、2022年3月に邑楽館林まちづくりは新たに株式会社デベロップと協定を締結した。（「川俣駅#邑楽館林まちづくりによる東口、西口整備事業」も参照）

## 関連企業
- Dusit Colours（デュシットカラーズ）株式会社[69]（2019年12月 D & J 株式会社に名称変更[47]）
  - 2017年4月、タイの大手ホテルグループ、デュシット・インターナショナルと株式会社Colours Internationalの合弁会社として設立される
  - 代表取締役社長 中村裕 （2017年当時）
  - 取締役副会長 松本義弘 （2017年当時）
  - 事業内容　デュシットブランドのホテルを東京・大阪・京都・名古屋・福岡等、国内主要都市に展開すること
  - 2019年にデュシット・インターナショナルの100％出資となり[48]、同社の完全子会社となる
- 株式会社 One More Japan（ワンモアジャパン）[29]
  - 2020年8月設立
  - 代表取締役社長　松本義弘
  - 事業内容　企業のM&A・リブランディング。不動産の所有及びオペレーション。
  - 設立の経緯　（「#活動停止に至る経緯」を参照）
  - 住所はColours Internationalと同じ東京都港区赤坂1-14-5 アークヒルズエグゼクティブタワーN812で登録されている。